# Gustav Maier (Ruderer)
Gustav Heinrich Nicolaus Maier (* 15. Dezember 1906 in Mannheim; † unbekannt) war ein deutscher Ruderer.

## Biografie
Gustav Maier nahm bei den Olympischen Sommerspielen 1928 in Amsterdam mit seinem Verein dem Mannheimer Ruderverein Amicitia von 1876 in der Achter-Regatta teil. Jedoch konnte das Boot den Finallauf nicht erreichen und wurde im Endklassement Fünfter. Maier wurde zwischen 1928 und 1930 dreimal Deutscher Meister im Achter und zweimal im Vierer mit Steuermann.
Sein Bruder Hans war ebenfalls Ruderer und wurde 1936 Olympiasieger im Vierer mit Steuermann.